# بنيدر
بنيدر، منطقة من مناطق محافظة الأحمدي في الكويت. سميت بهذا الاسم نسبة إلى بندر وهي تعني ميناء في اللغة الفارسية. تعتبر المنطقة سياحية حيث يوجد بها الكثير من المنازل التي تطل على البحر.